# Кульвянский, Исайя
Исайя Кульвянский ( 5 ноября 1892, Яново (Jonava, Литва) — 27 ноября 1970, Лондон ) — европейский и палестинский живописец (писал пейзажи, портреты и жанровые картины в экспрессионистской манере), скульптор.

## Биография
Обучался в Вильно в классах рисования у Л. М. Антокольского. Продолжил образование в Академии художеств в Берлине у Г. Кауфмана. В 1913 жил в Париже. Перед началом Первой мировой войны был вынужден вернуться домой и был призван на военную службу.

В 1918 вернулся в Берлин, где окончил учёбу. В 1920 присоединился к «Ноябрьской группе». Был членом Немецкого Веркбунда и Берлинского союза художников. Выставлял свои работы на крупных выставках в Берлине, Цюрихе, Праге, Амстердаме. Его персональная выставка прошла в Ковно в 1932.

В 1933 поселился в Палестине. В 1934 был среди основателей Ассоциации живописцев и скульпторов Тель-Авива. Основал в Тель-Авиве вместе с художником Георгом Лешницером частную художественную школу, которая действовала в период с 1934-1935. С 1937 преподавал  в колледже «Семинар ха-Кибуцим». Работал для театра «Габима» и Палестинской народной оперы. Экспонировался в Тель-Авивском музее изобразительных искусств и Академии художеств Бецалель.

Лауреат премии имени Дизенгофа (1939).

В 1950 покинул Израиль по состоянию здоровья и вернулся в Европу. Жил во Франции, Западной Германии. Принимал участие в европейских выставках. Последние годы жил в Лондоне, где и скончался.